# A bahái hit története
A bahái hit, bahái írásmóddal: bahá'í hit Baháalláh követőinek a vallása, egyike a világ legfiatalabb önálló vallásának. A vallás Iránból indult 1844-ben, jelenleg 5-6 millió tagot számlál, akik 166 ország és 48 területen laknak. A bahái irodalom több mint 800 nyelven olvasható.
Bár muszlim  országból származik, a bahái hit épp ugyanannyira különbözik az iszlámtól, mint a kereszténységtől és a többi világvallástól. Egyaránt elfogadja minden nagy vallás tanításait és prófétáit egyesítve azt egy közös, papi rendszer nélküli vallásban.

## A bahái hit kezdetei
A 19. század elején a közel- és közép-keleti térség, politikai, gazdasági és társadalmi hanyatlás jeleit mutatta. Irán népe, amely a korábbi évszázadokban fejlett civilizációnak számított, más népekhez viszonyítva, az 1800-as években legyengült és elszigetelődött a világ fejlődésétől. Amíg a gazdag uralkodó réteg fényűző életet élt, a nép  szegénységben szenvedett, nyomorúságos körülmények között tengette életét. Irán lakosságának vallási összetétele változatos volt: éltek itt muszlimok, zoroasztriánusok, keresztények és zsidók is. A vallási türelmetlenség és gyűlölet mindennapos volt.

## Kutatás a Megígért után

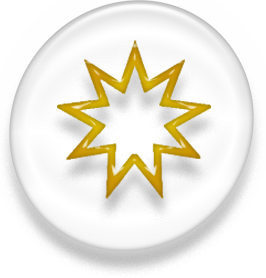
bahái szimbólum

A 18. század végén egy Saykh Ahmad (ejtsd: Sájh Áhmád) nevű szentéletű muzulmán, útnak indult, hogy felkeresse az  iszlám Szent Könyvében megemlített "Megigértet".
Saykh Ahmad szerint, a megjövendölt Isten hírnöke, a világ tanítója, akinek eljövetele az emberiség egy újabb korszakát jelenti majd. Irányítása alatt a vallások egyesülnek, a nemzetek megbékülnek egymással, béke lesz az emberek között. Saykh Ahmad először Najafba (ejtsd:Nádzsáf) ment, onnan a muzulmánok egyik szent városába Karbilába (ejtsd:Kárbela). Időközben egy fiatalember Siyyid Kázim (ejtsd: Szejed Kazem) hallott Saykh Ahmad küldetéséről, ezért átutazott az országon, hogy találkozzon vele. Saykh Ahmad tanítványául fogadta és együtt folytatták kutatásukat a "Megígért" után.
Saykh Ahmad halála után Siyyid Kázim, akit Saykh Ahmad utódául választott, Karbilában maradt és tanított. Az egyik tanítványa Mullá Husayn (ejtsd: Molá Hoszein), aki szenvedélyesen kutatta az igazságot, mestere tanácsára Iránba küldte, a következő leírást adva a "Megígért"-ről: "Nemes család sarja,… Isten Prófétájának a leszármazottja. Korára nézve fiatal, és olyan tudással rendelkezik, melyet nem iskolában szerzett. Tudománya nem Shaykh Ahmad tanításaiból ered, hanem magától Istentől. Az enyém csak csepp az Ő mérhetetlen tudásához képest, eredményeim pedig porszemek az Ő kegyelmének és hatalmának csodáival összehasonlítva… Középmagas, megtartoztatja Magát a dohányzástól, és kitűnik istenfélő életével"
Siyyid Kázim arra ösztönözte követőit, hogy szóródjanak szét a világban és családjuk, anyagi javaik, életpályájuk feláldozásával keressék a Megígértet.
Mullá Husayn, iráni útjából visszatérve tudta meg, hogy tanítómestere meghalt. Ezt követően negyven napot töltött imádkozásba merülve és meditálva, majd visszatért Iránba, hogy folytassa a keresést. Útját, melyen elkísérték öccse és unokaöccse, egy megérzése miatt a dél-iráni Shíráz nevű városban kezdte. A városhoz érve Mullá Husayn leült a város kapui előtt, kísérői pedig bementek a városba. Míg várakozott a kapuk előtt, egy fiatal zöld turbános ember lépett melléje, majd meghívta a házába, hogy ott megpihenjen.

## ABábkinyilatkoztatása és üzenete

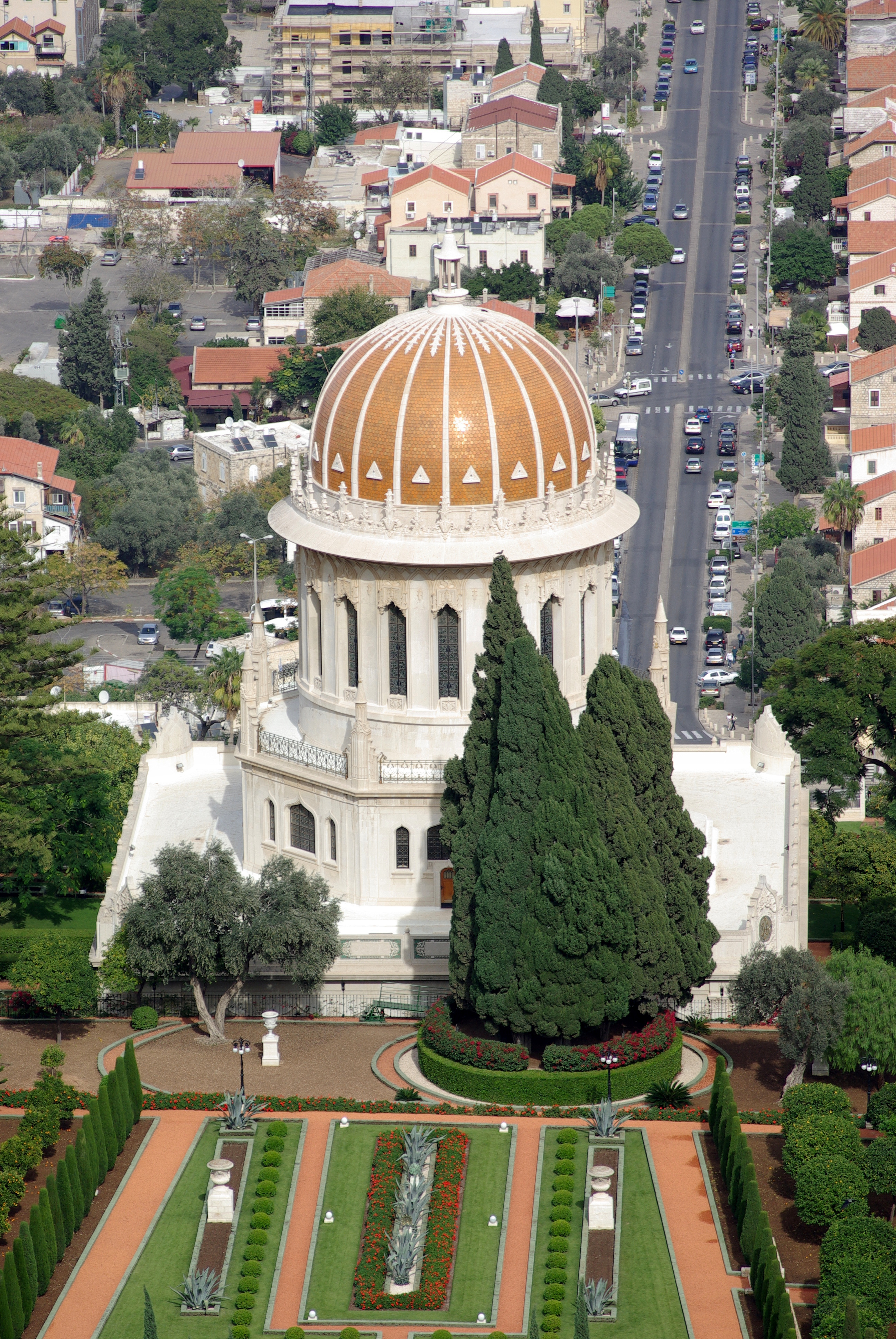
A Báb sírszentélye

A fiatal zöldturbános neve, akivel Mullá Husayn találkozott, Siyyid `Alí Muhammad (ejtsd: Szejed Áli-Mohamed) volt, és mind anyai, mind apai ágon a próféta leszármazottja volt. Mikor Mullá Husayn elmesélte, hogy mi járatban van a városban, és hogy pontosan kit is keres, Siyyid `Alí Muhammad azt válaszolta: "Ím, lásd, mindezek a jelek testet öltöttek bennem"
Mullá Husayn először tiltakozni kezdett e kijelentés hallatán, majd megkérte házigazdáját, hogy magyarázatot adjon egy dolgozatához, mely Saykh Ahmad és Siyyid Kázim nehezen értelmezhető tanításairól szól. A Báb egyszerűen és világosan elmagyarázta a problémákat, melyekkel Mullá Husayn az írásakor szembesült. Majd kántálni kezdett egy kommentárt József szúrájához. Mullá Husaynt megigézte a hang kedvessége és a kiejtett szavak ereje.
Báb (1819-1850) Isten független Hírnöke volt, aki az emberiség szellemi fejlődésének új ciklusát indította el. Írásai Bahá’u’lláh küldetésének útját készítették elő. A Báb kinyilvánította, hogy Ő Istentől származó kinyilatkoztatás ismerője, valamint, hogy Ő egy isteni hírnök előfutára.
A Báb (kapu) változtatásokat vezetett be az addigi ima, böjt, házasság, öröklés és válás muszlim szabályaiban.

## Baháalláh
Baháalláh (Isten dicsősége) volt a Báb által megjövendölt próféta, pontosabban Isten azon küldötte, kinek eljövetelét minden nagy vallás megjövendölte: a keresztény "Atya dicsőségében visszatért Fiú", a zsidó "Seregek Ura", a muzulmán " Ítélet Napja, Isten Napja", a zoroasztriánus "Világmegváltó Sah Bahram", a buddhista "Egyetemes Emberiség Buddhája, a Maitreya Buddha", a hindu "Krisna Szeplőtelen Manifesztációja".
Baháalláh egyike volt a Báb első követőinek, aminek  köszönhetően börtönözték, azonban a börtönben misztikus élményben volt része: Isten kinyilvánította neki, hogy maga az, akinek eljövetelét a Báb megjövendölte. Többszöri bebörtönzések és száműzetések ellenére a világbékéért küzdött: számos levelet írt a kor uralkodóinak, felszólítva őket ellenségeskedéseik feloldására, a fegyverek letételére. 1892. május 29-én halt meg a Szentföldön.
Baháalláh kinyilatkoztatásán alapul a bahái hit.

## ’Abdu’l-Bahá

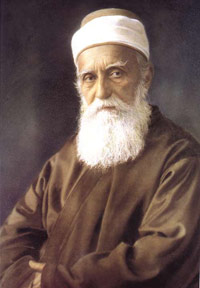
’Abdu’l-Bahá

’Abdu’l-Bahá (Bahá szolgája) Bahá’u’lláh legidősebb fia volt. Apja a végrendeletében a közösség vezetését és a bahái tanítások értelmezését `’Abdu’l-Bahára hagyta.
’Abdu’l-Bahá apja üzenetét elvitte a világ népeinek: hetvenévesen 1911 és 1913 között Európába és Amerikába látogatott, ahol előadásokat tartott.
1921-ben hunyt el Haifában.

## A bahái hit napjainkban
A bahái hitűek támogatnak minden olyan kezdeményezést, ami a világ egyesítését közelebb hozza. Ilyenek az egy-világ-kormány és -vallás, a viszályok békés megoldása (ellenzik az adott ország törvényeivel való szembeszegülést), a nemek egyenlősége, nyomor felszámolása és mindenféle megkülönböztetés megszüntetése is. Az abortuszt jelenleg az egyéni lelkiismeret döntésére bízzák, de hangsúlyozzák az egyén óriási felelősségét és elítélik az abortusz születésszabályozásra való felhasználását. Mások szolgálatát egyfajta istentiszteletnek tekintik. Helytelenítik a válást, de nem büntetik, és nem ítélik el. A homoszexuális embert nem ítélik el, a homoszexualitást viszont a természetes (heteroszexuális) nemi irányultság torzulásának tekintik. A homoszexuális életformát nem tartják összeegyeztethetőnek Isten akaratával, a házasság szentségét rendkívül fontosnak tartják.
A bahái hit követőinek száma 5-6 millió körül van. A közösség irányítását helyi és országos szinten az évente választott Szellemi Tanácsok végzik el. A vezető testület az Igazságosság Egyetemes Háza Haifában (Izrael) székel. Jelenleg több mint 180 országban működik Országos Szellemi Tanács. Az európai templom Frankfurt mellett található. Indiában 1,5 millió, Iránban 300 ezer az USA-ban pedig mintegy 120 ezer hívő él.

## A bahái hit történeteMagyarországon
Az első hír Bábról és követőiről 1852-ben látott napvilágot Magyarországon. Az akkori újságok beszámoltak a Báb és követőinek kegyetlen üldöztetéséről, majd Bahá’u’lláh száműzéséről. Később 1900 körül, két neves orientalista, Goldziher Ignác és Vámbéry Ármin keleti utazásaik nyomán írásaikban bemutatták a bahái hitet. 1906-ban, az Amerikában élő Bethlen Aurélia grófnő bahái hitűnek vallta magát. Valószínűleg ő volt az első magyar nemzetiségű bahái hitű.

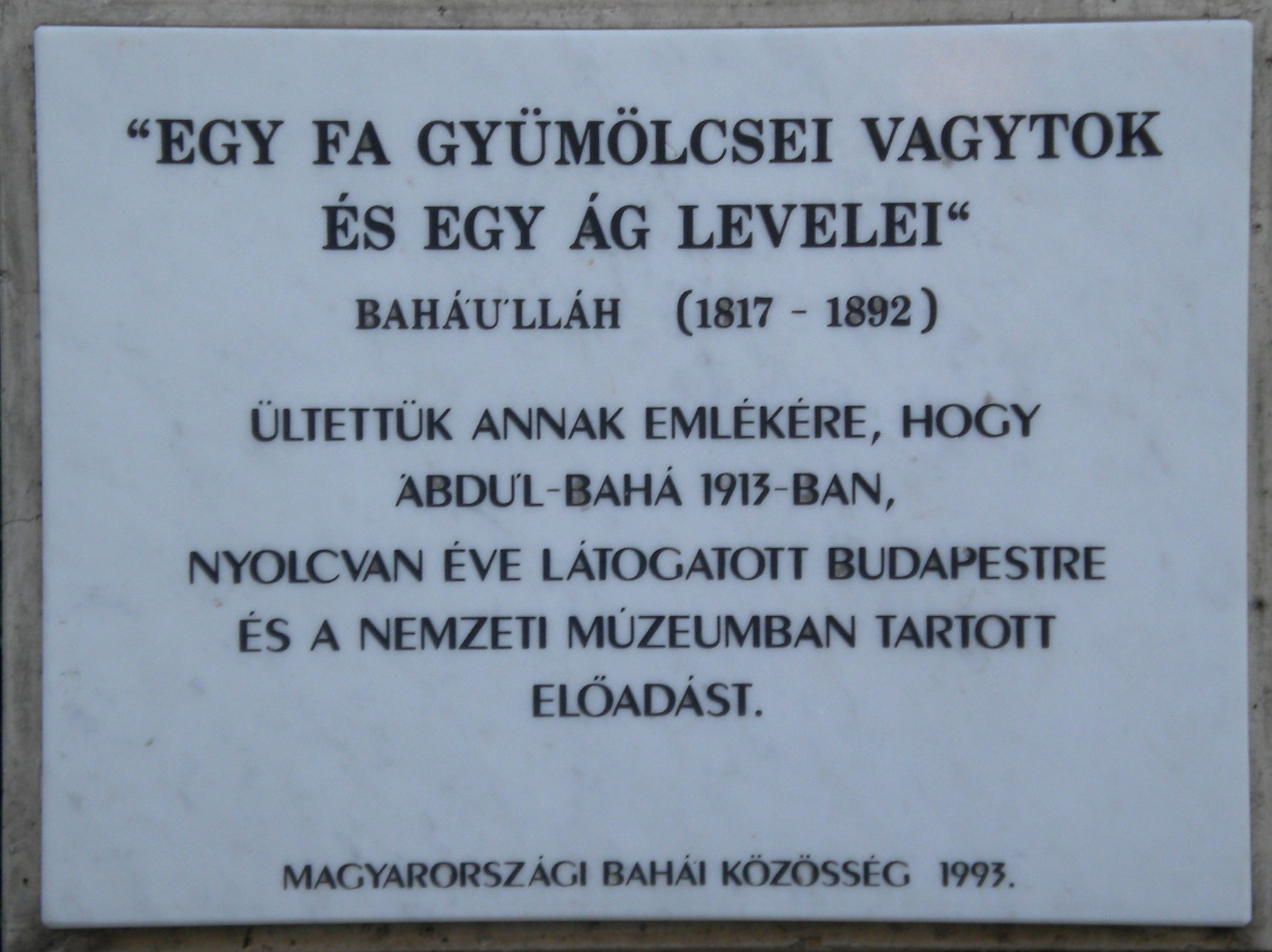
Emléktábla a Nemzeti Múzeum kertjében, mely Abdolbahá 1913-as budapesti látogatására emlékezik.

1913. április 9-én Budapestre utazott `Abdu’l-Bahá Stark Lipót meghívására. Előadásokat tartott a Nemzeti Múzeumban és a Régi Képviselőházban.  Számos újságcikk számolt be a nemzetek és a vallások közötti béke, a nők és férfiak egyenjogúsága, valamint édesapja más alapelveiről. Találkozott a közélet képviselőivel, mint például gróf Apponyi Alberttel és Goldziher Ignáccal. Vámbéry Ármin élete végéhez közeledve, nem sokkal budapesti találkozásai után levélben fejezte ki egyetértését a bahá'í hit tanaival, és felajánlotta szolgálatait `Abdu'l-Bahának, így őt tekintik a hit hívei az első magyarországi bahá’í hívőnek. Nádler Róbertet ‘Abdu’l-Bahá kisugárzása annyira megihlette, hogy képet festett róla.
Az első magyarországi bahái közösség 1933-ban jött létre, azonban hamarosan, 1950-ben hatósági nyomásoknak köszönhetően feloszlott. A közösség csak 1987-ben szerveződött újra, majd 1990-ben a budapesti Helyi Szellemi Tanács is megalakult. Ez évben a magyarországi közösség mintegy 70 tagot számlált. 1992-ben megalakult az Országos Szellemi Tanács. 2001-ben megnyílt az Országos Bahá'í Központ  Budapesten  és Debrecenben. 2007-ben A Magyarországi Bahá'í Közösség 1158 tagot számlált, baháiok az ország 84 helységében élnek.